# 141 Dywizja Strzelecka (ZSRR)
141 Dywizja Strzelecka (ros. 141-я стрелковая дивизия) – związek taktyczny piechoty Armii Czerwonej.
Dywizja wzięła udział w kampanii wrześniowej w składzie 37 Korpusu Strzeleckiego.

## Struktura organizacyjna
W 1939
- 687 pułk strzelecki
- 745 pułk strzelecki
- 796 pułk strzelecki
- 348 pułk artylerii lekkiej
- 253 pułk artylerii haubic
- 469 samodzielny batalion czołgów
- 190 dywizjon przeciwpancerny
- 332 dywizjon artylerii przeciwlotniczej
- 138 batalion rozpoznawczy
- 207 batalion saperów
- 201 batalion łączności
- 146 batalion medyczno-sanitarny
- kompania przeciwchemiczna
- 153 batalion transportowy
- piekarnia polowa
- szpital weterynaryjny
- stacja poczty polowej

## Dowódcy dywizji
- płk Jakow Tonkonogow (był w 1939)[2]